# مورغان شميت
مورغان شميت (بالإنجليزية: Morgan Schmitt)‏ هو دراج أمريكي، ولد في 3 يناير 1985 في مقاطعة كيتيتاس في الولايات المتحدة.

## وصلات خارجية
- مورغان شميت على موقع الاتحاد الدولي للدراجات (الإنجليزية)
- مورغان شميت على موقع أرشيف الدراجات (الإنجليزية)
- مورغان شميت على موقع إحصائيات الدراجات الإحترافية (الإنجليزية)
- مورغان شميت على موقع نسبة الدراجات (الإنجليزية)